# لغز (أختاتشي الشرقي)
لغز (بالفارسية: لگز) هي قرية تقع في إيران في أذربيجان الغربية. يقدر عدد سكانها بـ 387 نسمة بحسب إحصاء 2016.